# Melitón Pérez del Camino

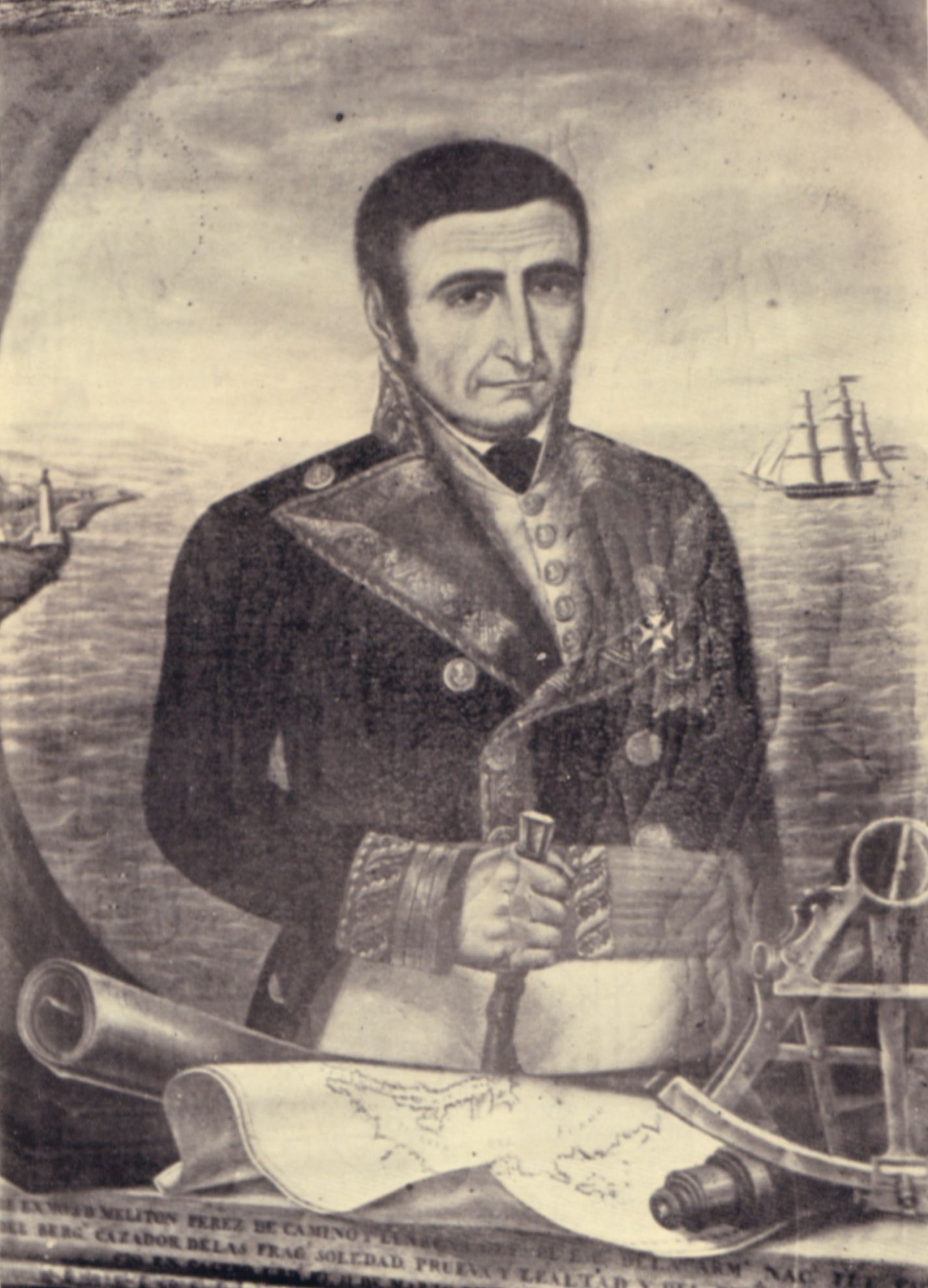
Melitón Pérez del Camino.

Melitón Benito Pérez del Camino y de Llarena (Castro-Urdiales, Cantabria; 10 de marzo de 1772-Ferrol, La Coruña; 6 de marzo de 1845) fue un almirante español. 

## Biografía
Era hijo de Joseph Antonio Pérez del Camino Peñarredonda y de Cathalina Elena de Llarena y De la Quadra. Ingresó en el Real Cuerpo de Guardia-Marinas en 1789. Su trayectoria profesional más relevante comenzó en Cádiz en 1817 al mando de la fragata Soledad. En 1819, al mando de la fragata Prueba, participó en la división naval destinada a Perú. Posteriormente fue destinado a Las Antillas y el 10 de febrero de 1828, siendo comandante de la fragata Lealtad, obtuvo una importante victoria en la batalla de Mariel (Cuba), frente a la escuadra Mexicana comandada por David Henry Porter, Estadounidense al servicio de México.

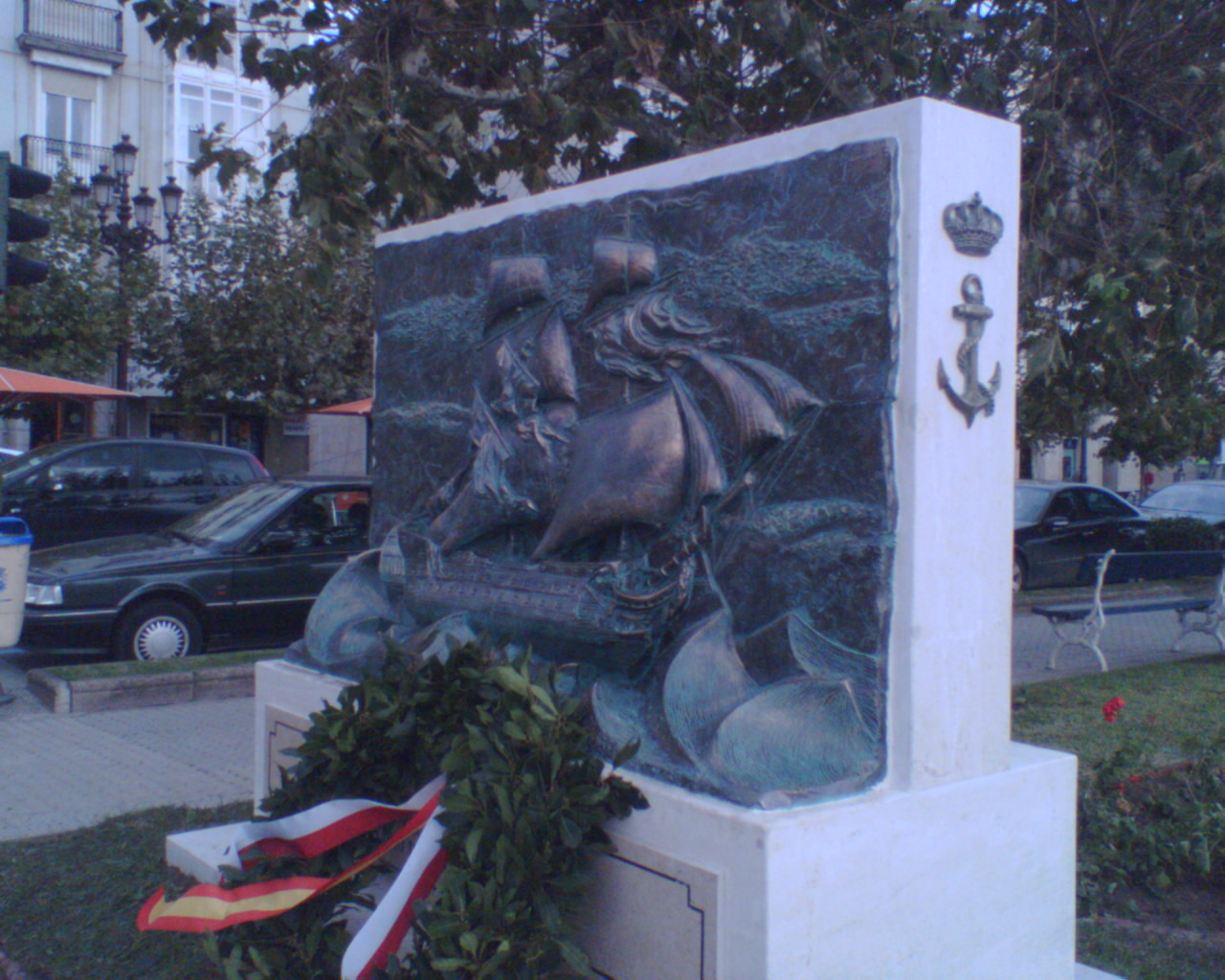
Monumento a la memoria de los más ilustres marinos españoles.

Tomó parte en la batalla de Trafalgar como teniente de la fragata Montañés (en esta batalla falleció su hermano Luis Pérez del Camino, que era alférez del navío Príncipe de Asturias). Su otro hermano, el Abogado y Diputado por el Consulado de Santander en el Gobierno de Vizcaya Tomás Benito Pérez del Camino, había sido detenido por las tropas napoleónicas en Santander en 1811 y deportado (ver los libros: Santander en la Guerra de la Independencia, de José Simón Cabarga, y Los españoles en Francia -1808-1814-, la deportación bajo el Primer Imperio, de Jean Rene Aymes).
Pérez del Camino fue también almirante jefe de escuadra y llegó a alcanzar el grado de brigadier. Por sus notables méritos obtuvo la Cruz Laureada de San Fernando y la gran cruz de la Orden de Isabel la Católica.

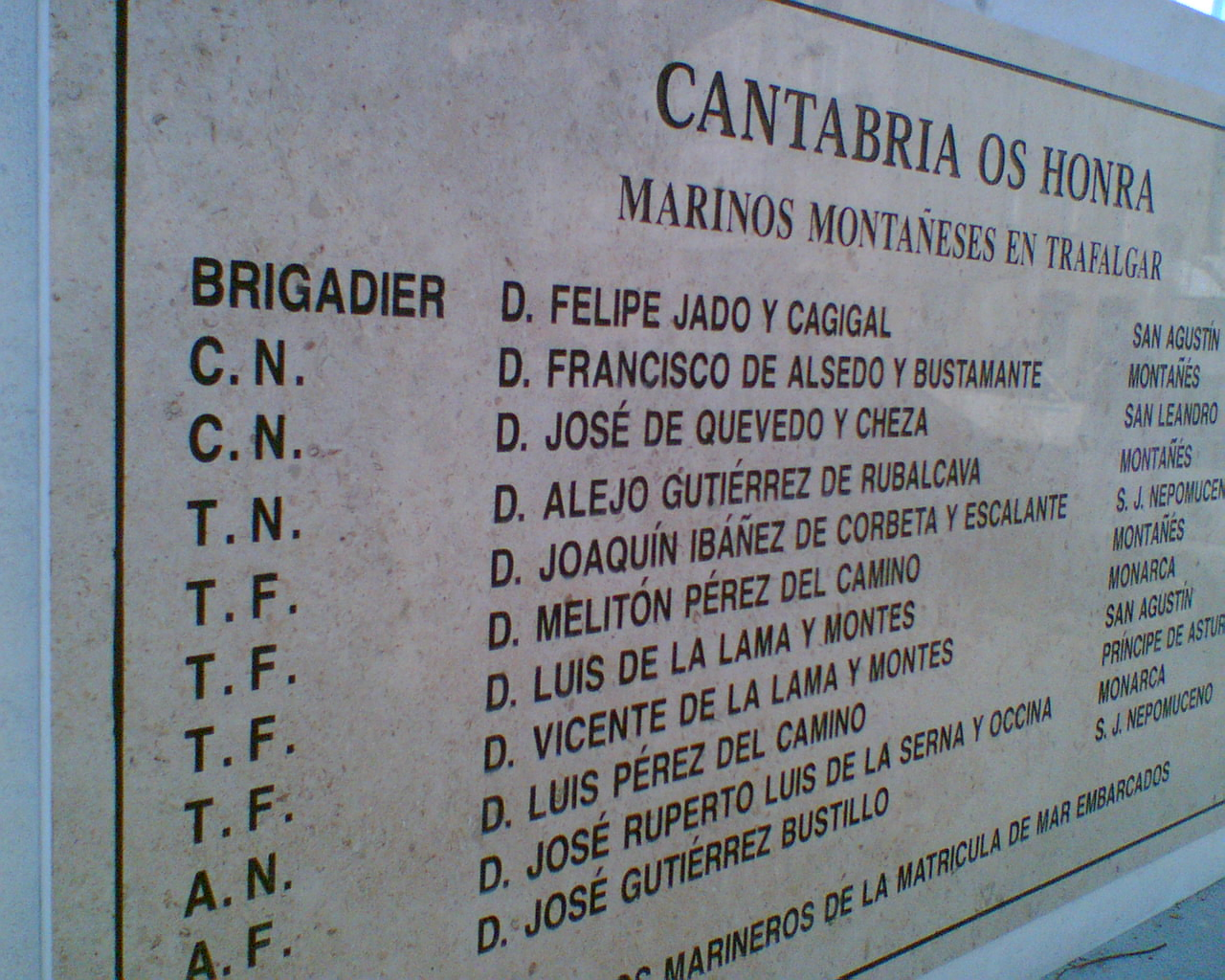
Monumento a los marinos montañeses que participaron en la batalla de Trafalgar.

Frente al Palacete del Embarcadero, en el muelle de Santander, hay un monumento dedicado a la memoria de los más ilustres marinos españoles, entre ellos podemos ver a Pérez del Camino; y también en Santander, en los jardines de Pereda hay un monumento dedicado a los marinos montañeses ilustres que participaron en la batalla de Trafalgar. En dicho monumento aparecen los hermanos Pérez del Camino Llarena. En Castro Urdiales existe una calle que lleva su nombre.
En 1837 fue vocal de la Junta de Gobierno de la Armada, y en 1843 fue nombrado comandante general del Departamento de Ferrol cargo que ostentaba cuando falleció el 6 de marzo de 1845 en Ferrol, Galicia.
Sobre sus principales acontecimientos biográficos escribió Javier Echavarría un capítulo en el libro Castro-Urdiales; Recuerdos Históricos Castreños, Talleres Gráficos El Noticiero Bilbaíno, 1954 (libro reeditado en 2002 por Editorial Maxtor).
Para conocer más datos sobre sus orígenes familiares ver el libro de José María de Urrutia y Llano La Casa de Urrutia de Avellaneda. Estudio sobre varios linajes de las Encartaciones del Señorío de Vizcaya, del año 1968. En este libro aparece retratado Melitón Pérez del Camino (lámina 56).
- Datos: Q2893220
- Multimedia: Melitón Pérez del Camino / Q2893220